# دريجة برتقالية الصدر
دريجة برتقالية الصدر (الاسم العلمي: Tryngites subruficollis) (بالإنجليزية: Buff-breasted Sandpiper)‏ هو نوع من الطيور يتبع جنس الدريجة البرتقالية من فصيلة دجاج الارض.